# Agarista duckei
Agarista duckei là một loài thực vật có hoa trong họ Thạch nam. Loài này được (Huber) Judd mô tả khoa học đầu tiên năm 1984.